# Fenestraja cubensis
Fenestraja cubensis és una espècie de peix de la família dels raids i de l'ordre dels raïformes.

## Morfologia
- Les femelles poden assolir 22 cm de longitud total.[5]

## Reproducció
És ovípar i les femelles ponen càpsules d'ous, les quals presenten com unes banyes a la closca.

## Hàbitat
És un peix marí i d'aigües profundes.

## Distribució geogràfica
Es troba a l'oceà Atlàntic occidental central: les Bahames i els cais de Florida.

## Costums
És una espècie solitària.

## Observacions
És inofensiu per als humans.